# Imerys
Imerys é uma empresa multinacional francesa que é especializada na produção e processamento de minerais industriais. Fundada em 1880, tem sua sede em Paris.
A Imerys possui operações em 50 países, com cerca de 250 instalações industriais, incluindo 47 na França, e emprega cerca de 16.000 funcionários. Seu diretor executivo é Gilles Michel.
A empresa extrai e processa rochas e minerais a pedido de clientes nas indústrias de manufatura e de construção.